# Hippodrome de Constantinople
L'hippodrome de Constantinople est l'arène hippique monumentale de la capitale de l'Empire byzantin, dans laquelle se déroulaient des courses de chars et d'autres manifestations. Sa construction est commencée par l'empereur Septime Sévère dans la ville qui s'appelait encore Byzance, pour être achevée par Constantin Ier pour sa nouvelle capitale, Constantinople. L'hippodrome a été ensuite utilisé jusqu'à la fin du XIIe siècle, avant d'être partiellement incendié par les croisés en 1204. Aujourd'hui, les vestiges de l'hippodrome sont visibles sur la place du Sultan-Ahmet (« Sultanahmet Meydanı », également appelée « At Meydanı » — place aux chevaux) à Istanbul.

## Description

### Structure générale

Plan de l'hippodrome dans le centre de Constantinople.

Architecturalement, l'hippodrome de Constantinople est un cirque romain conforme au modèle du Circus Maximus à Rome : en forme d'épingle à cheveux, l'édifice comprend une arène bordée de gradins formant une courbe semi-circulaire à son extrémité sud-ouest (la sphendonè) tandis que l'extrémité nord-est est occupée par les carceres (en grec, kankella ou aussi thyrai), les stalles de départ des chars, au nombre de douze, situées à peu près à l'emplacement de l'actuelle fontaine de Guillaume II. 

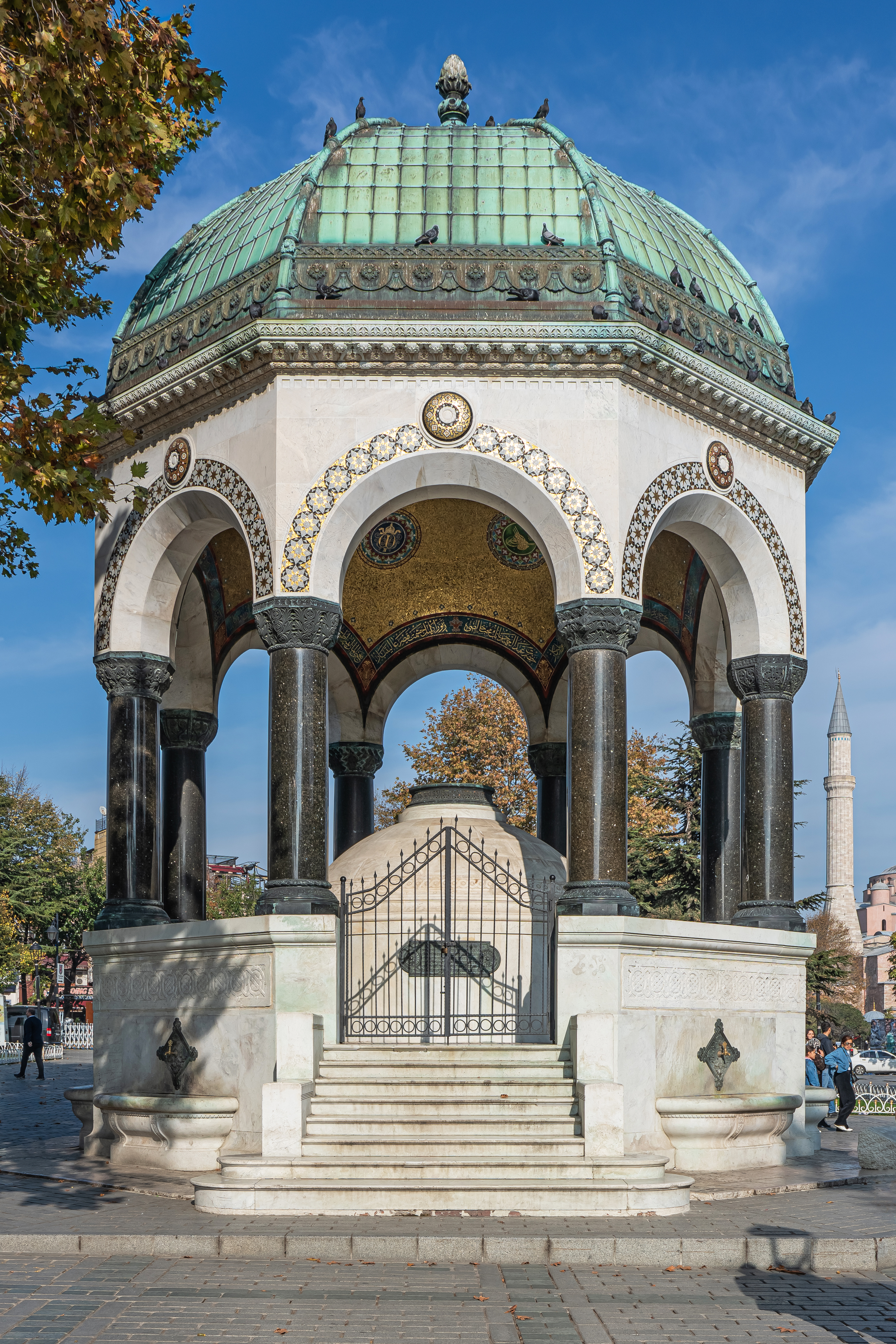
Fontaine allemande, rendant hommage à Guillaume II.

L'arène est divisée en deux pistes par une barrière, la spina (en grec, euripos), sur laquelle se dressaient de nombreuses colonnes et statues. À l'extrémité nord de la spina se trouvait la borne des Verts, à son extrémité sud celle des Bleus.
Les gradins étaient aménagés sur des passages voûtés faisant le tour de l'arène, excepté du côté des carceres. Au sommet des gradins courait un long portique. Légèrement excentré vers le sud du côté oriental des gradins se trouvait la Kathisma (en grec), la loge monumentale de l'empereur, l'équivalent du pulvinar au Circus Maximus. Cette structure à deux niveaux comprenait, outre la loge proprement dite, une salle de réception, et communiquait directement avec le Grand palais situé immédiatement à l'est (voir plan ci-contre), par un escalier en colimaçon (en grec, kochlias) dont l'accès était barré par deux portes de bronze.
La longueur totale de l'édifice n'est pas connue précisément en raison de sa destruction, mais devait approcher 450 mètres. La section fouillée de la sphendonè permet en revanche de donner la largeur précise du monument : 117,50 m pour la largeur extérieure, et 79,50 m pour la largeur intérieure.
On estime la capacité d'accueil de l'édifice de 30 à 50 000 spectateurs environ, soit le dixième de la population de la ville.

### Ornementation

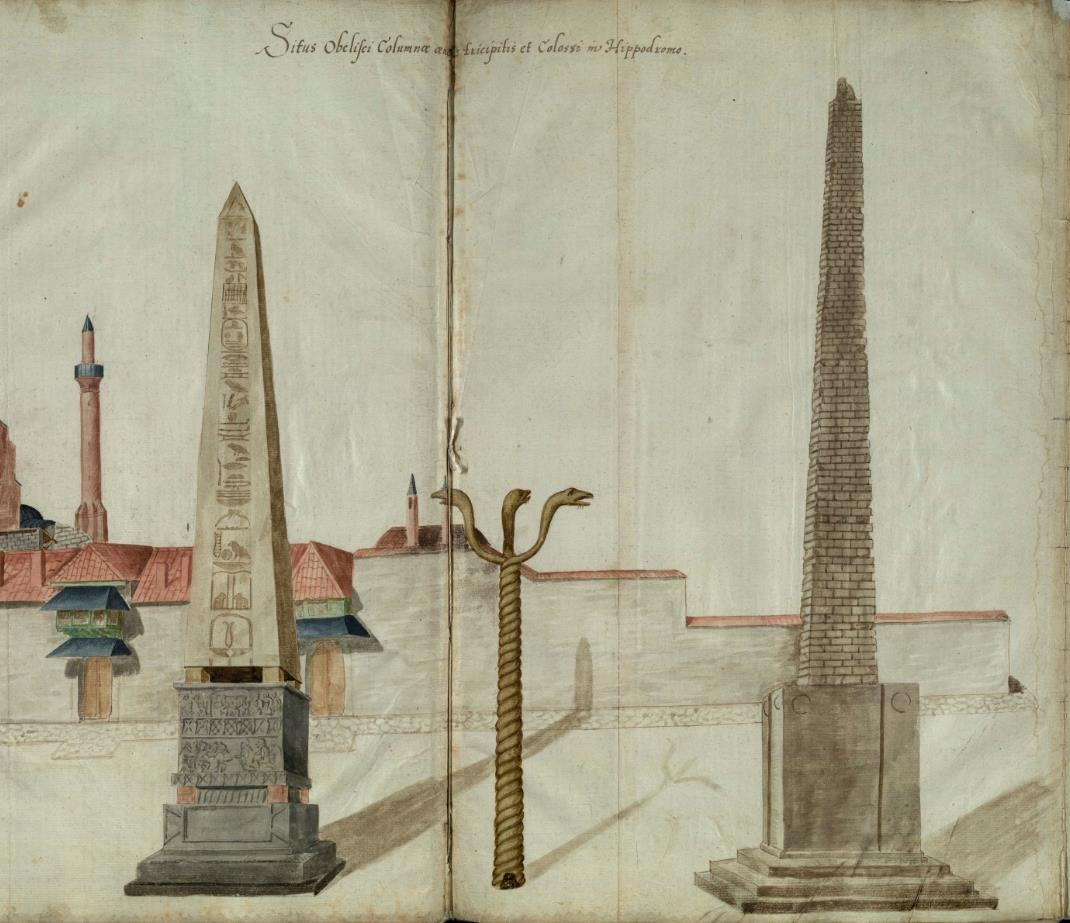
La place de l'hippodrome vers 1574, avec les trois monuments subsistants de la spina : l'obélisque de Théodose, la Colonne serpentine (avant la chute de ses têtes en 1700) et l'obélisque « muré ».

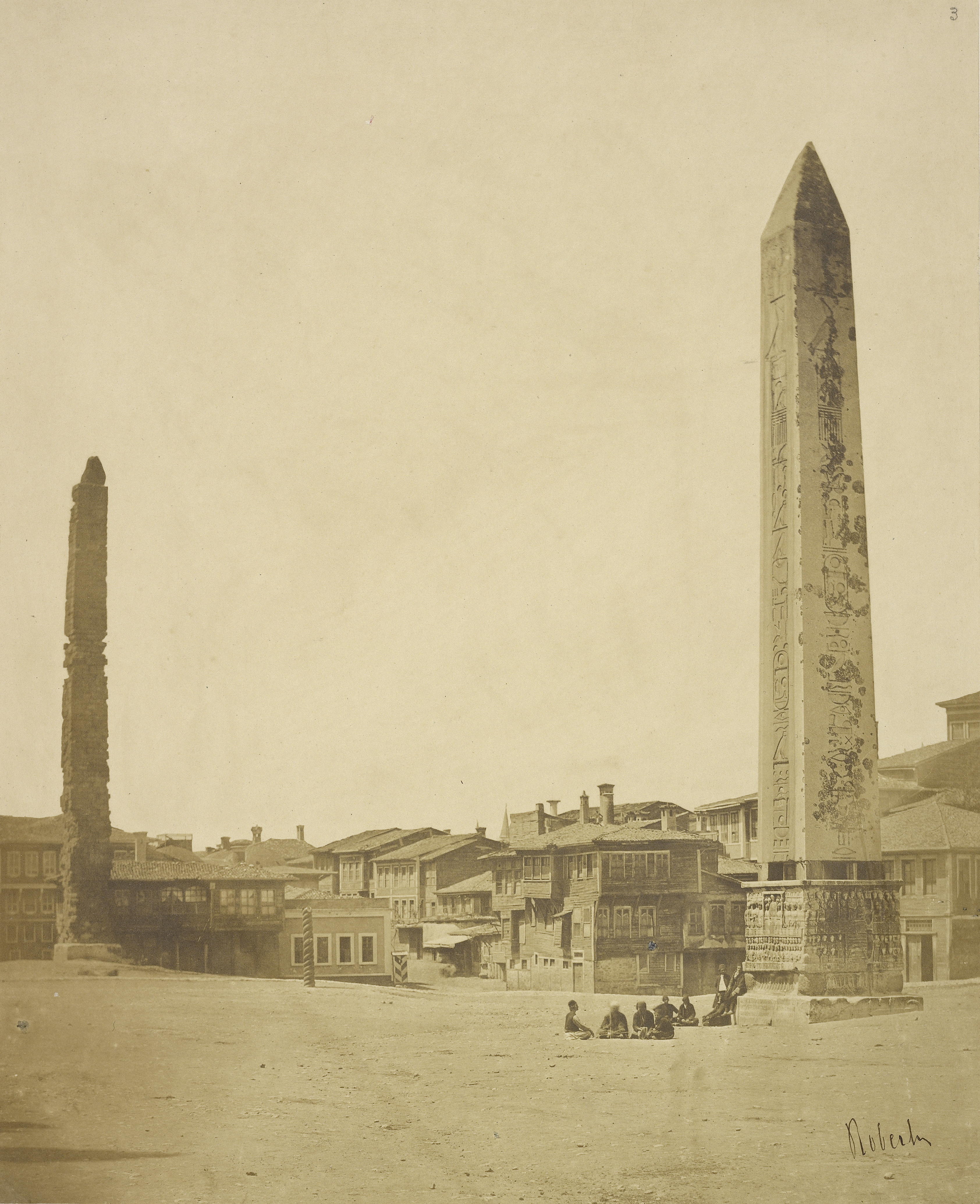
L'hippodrome, photographie de 1853 : l'obélisque muré à gauche, la Colonne serpentine au milieu et l'obélisque de Théodose à droite.

Comme la plupart des monuments édifiés par Constantin Ier dans sa nouvelle capitale, l'hippodrome était richement décoré de nombreuses sculptures apportées spécialement des grands sanctuaires et des cités de l'Orient grec, sous l’influence d’idées païennes. Jusqu’au IXe siècle, on pouvait voir sur la spina le monument des Dauphins et les œufs des Dioscures qui rappelaient le souvenir de Castor et Pollux, dieux des gymnastes et des sportifs. Très peu de ces monuments, tombés après un tremblement de terre, ont survécu.
Les chevaux de bronze de Constantin Ier, qui faisaient partie d'un quadrige se trouvant probablement au-dessus des carceres, ont été transportés à Venise après le sac de Constantinople en 1204 à titre de butin de guerre et installés sur la façade de la basilique Saint-Marc.
Trois monuments qui ornaient la barrière centrale (spina) existent encore in situ :
- l'obélisque de Théodose, érigé d'abord par le pharaon Thoutmôsis III au sud du VIIe pylône du grand temple de Karnak en Égypte, transporté à Alexandrie sous Constance II (empereur de 337 à 361), puis enfin à Constantinople sous le règne de Théodose Ier (empereur de 379 à 395) où il fut réérigé en 390 dans l'hippodrome[5].
- la Colonne serpentine en bronze, partie subsistante d'un célèbre monument érigé dans le sanctuaire de Delphes pour commémorer la bataille de Platées en 479 av. J.-C., transportée à Constantinople par l'empereur Constantin ;
- l'obélisque « muré » (en maçonnerie), jadis plaqué de bronze.

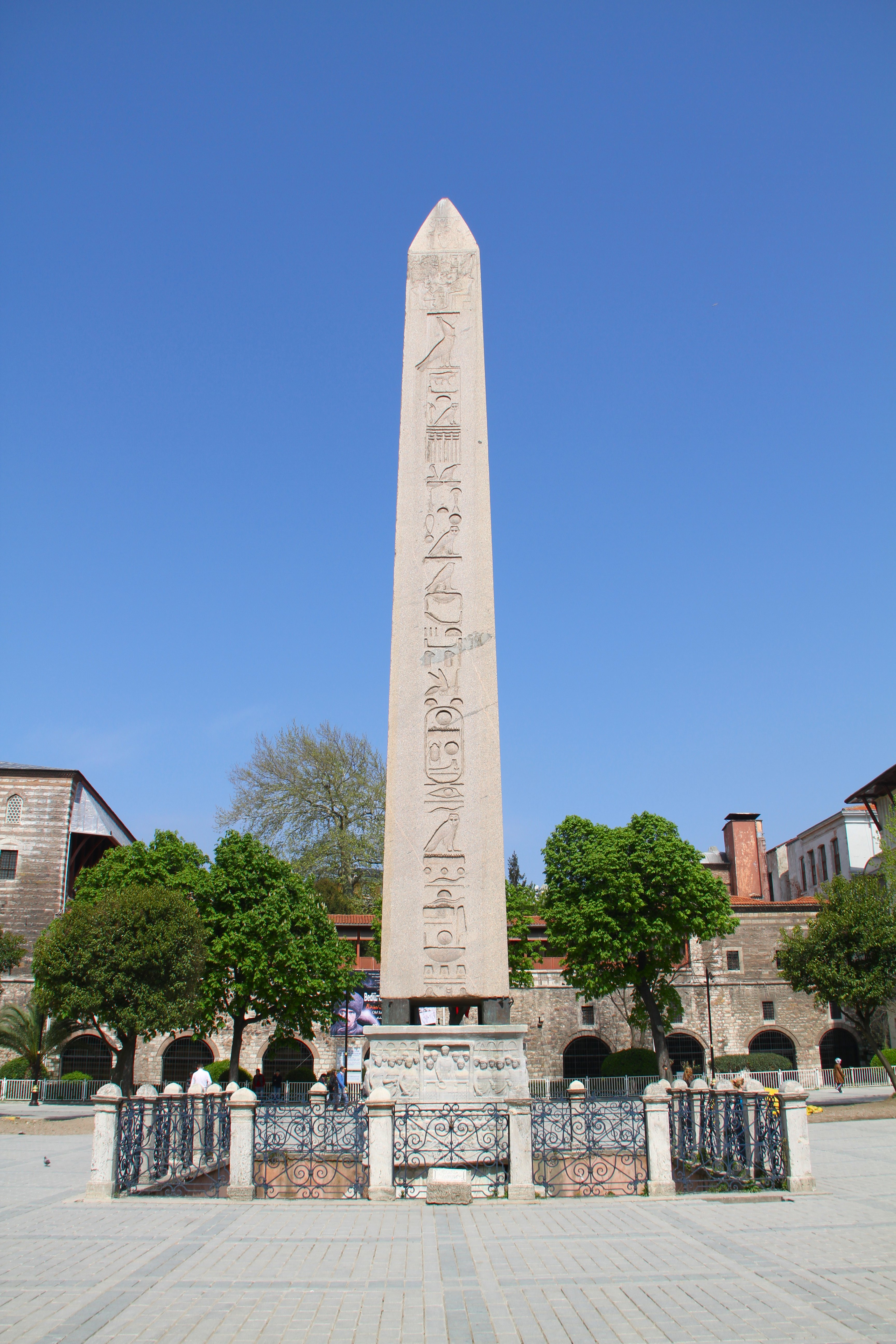
L'obélisque de Théodose
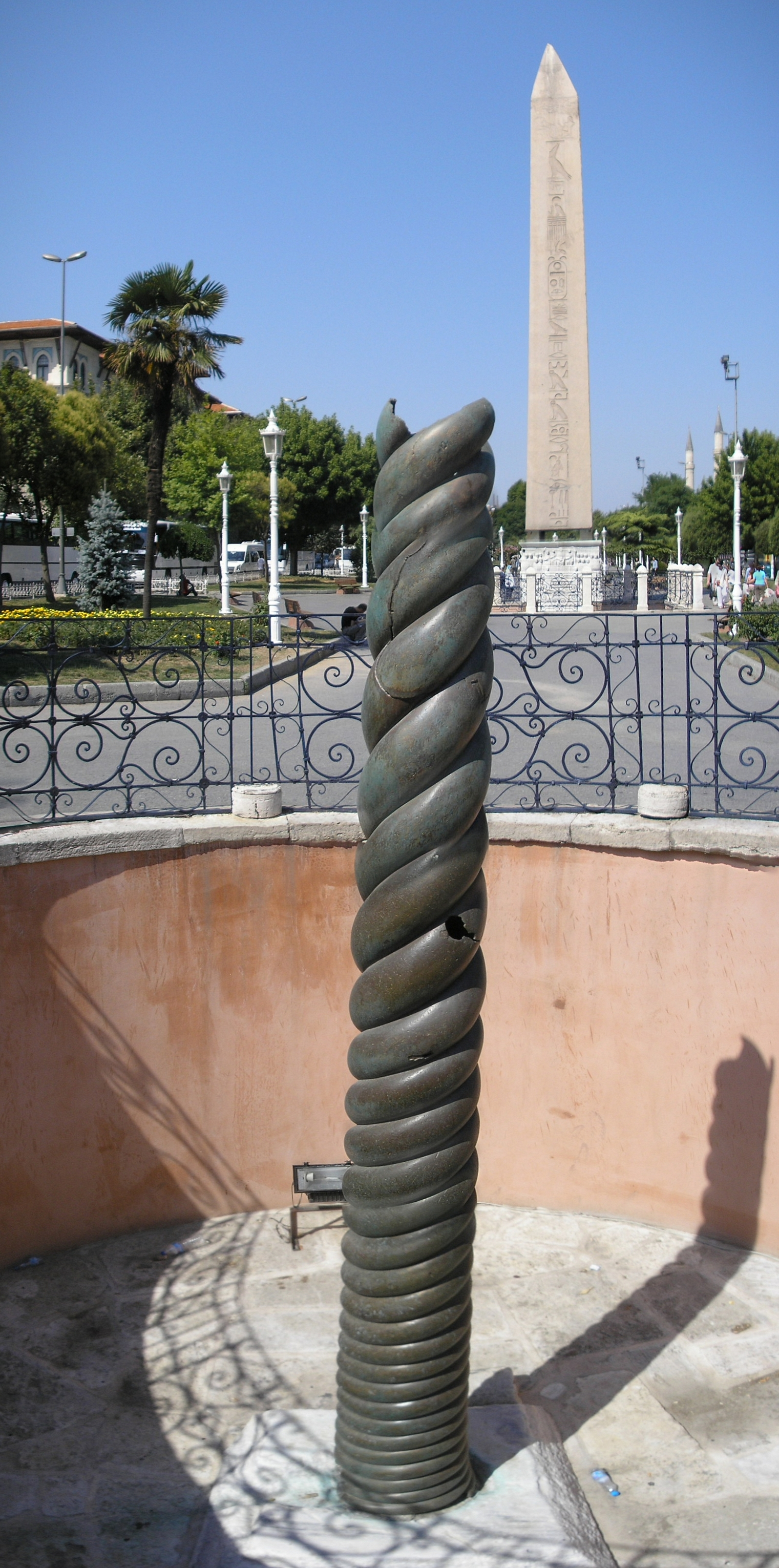
La Colonne serpentine
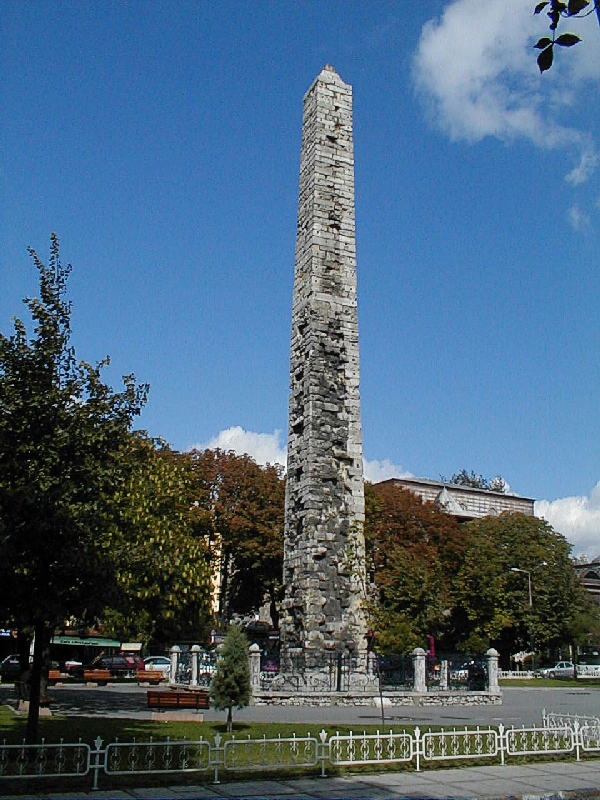
L'obélisque « muré »
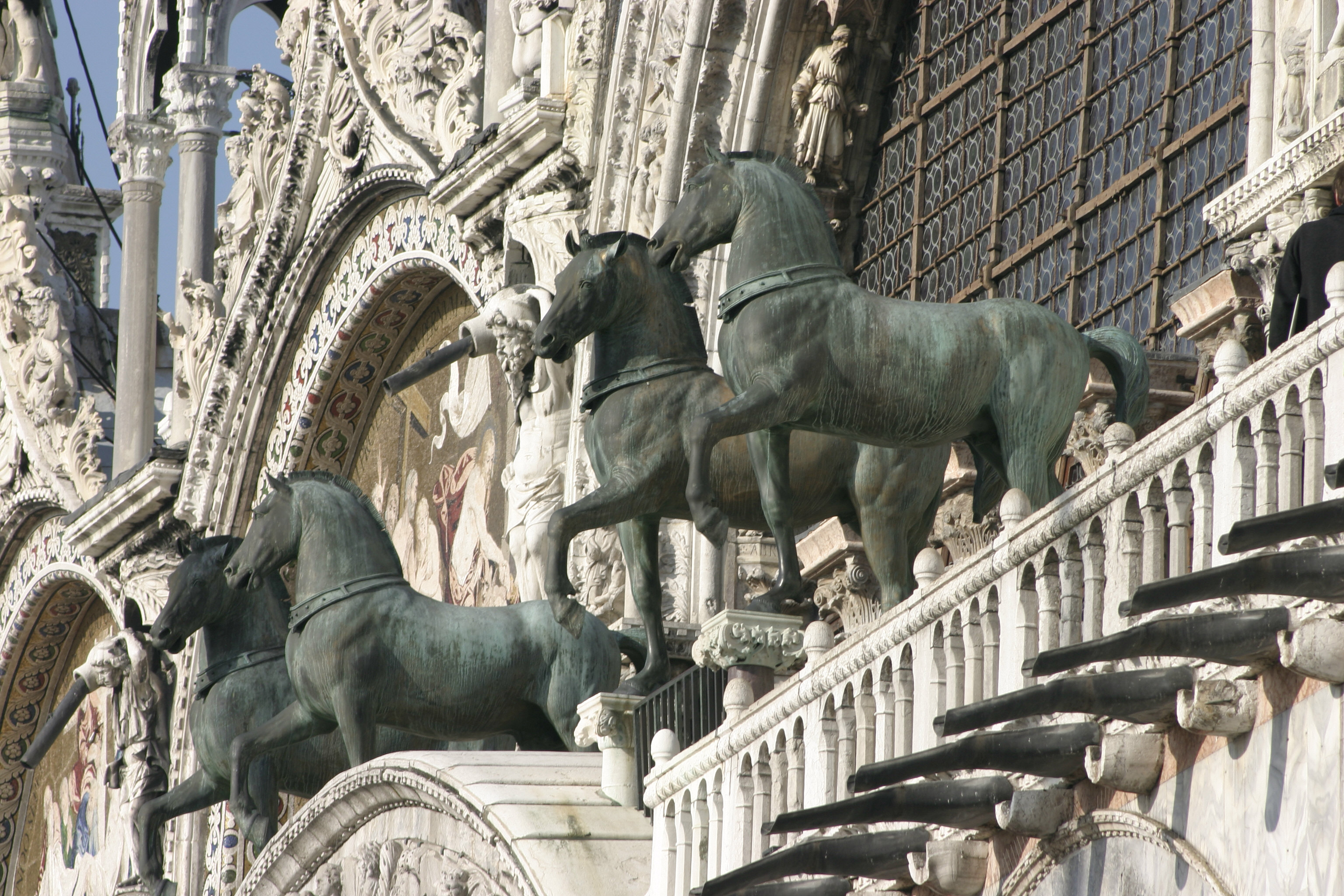
Chevaux de bronze de Constantin Ier, aujourd'hui visibles sur la façade de la basilique Saint-Marc à Venise

## Les courses de chars

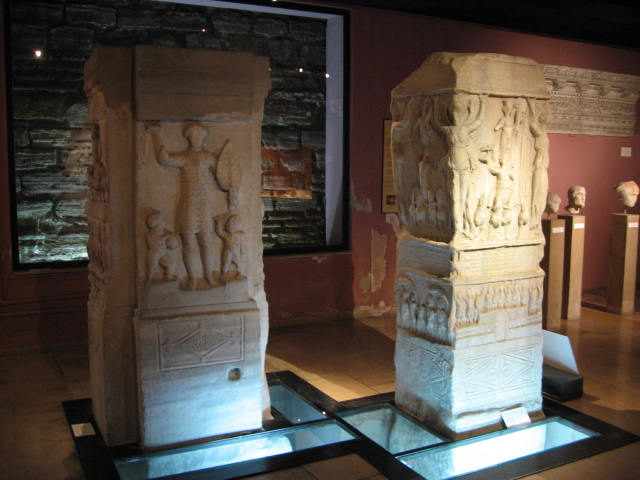
Bases des statues de Porphyrios au musée archéologique d'Istanbul

Au signal de départ, le jet de la mappa par le consul ou l'empereur présidant les jeux, un mécanisme permettait d'ouvrir simultanément les douze stalles. Les chariots devaient effectuer sept tours de piste dans le sens contraire des aiguilles d'une montre, en tournant autour de l'extrémité nord de la spina marquée par une borne, la meta (en grec, kampter). La ligne d'arrivée était probablement située dans la partie ouest de la piste, en face des tribunes où prenaient place les partisans des factions ou dèmes, organisateurs de courses de chars.
À l'époque byzantine, le livre des cérémonies précise qu'il y avait quatre courses le matin et quatre courses l'après-midi.
Certains cochers sont de véritables idoles. L'empereur Anastase Ier fit ériger pour le plus célèbre d'entre eux, un certain Porphyrios, deux statues sur la spina de l'hippodrome. Les statues ont disparu, mais leurs bases sont conservées au musée archéologique d'Istanbul.

## Histoire

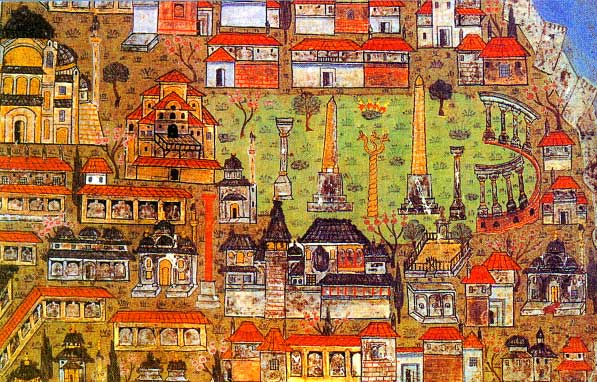
L'Hippodrome, miniature de Matrakçı Nasuh, 1536.

Bien qu'associé à l'histoire de Constantinople, l'hippodrome existait déjà du temps de Byzance (Βυζαντιον, ou Byzantion en grec), une ville provinciale d'importance modeste. Il fut agrandi une première fois en 203 par Septime Sévère.
En 324, Constantin décide de transférer le siège de l'empire de Rome vers Byzance, qu'il appelle « Nova Roma » (Nouvelle Rome). Le nom ne parvient pas à être adopté, et la ville est désormais connue sous celui de Constantinople, la ville de Constantin. Ce dernier entreprend, entre autres grands travaux d'embellissement, d'agrandir l'hippodrome pour en faire un champ de course de quelque 450 mètres de long pouvant accueillir 100 000 spectateurs.
Pendant toute la période byzantine, l'hippodrome est le centre de la vie sociale et politique de la cité. Des sommes énormes sont engagées dans les paris autour des courses de chevaux et la ville est divisée entre les supporteurs des Bleus (Venetii) et des Verts (Prasinoi), les Rouges (Rousioi) et les Blancs (Leukoi) étant pour leur part graduellement marginalisés et absorbés par les deux premières factions. Ces factions prennent progressivement une couleur politique et religieuse, et mènent parfois des combats qui débouchent sur de véritables guerres civiles comme la sédition Nika en 532. Le succès de ces courses ne se dément pas, bien que les philosophes grecs manifestent un certain dédain aristocratique à leur égard et que les Pères de l'Église diabolisent ce lieu païen.

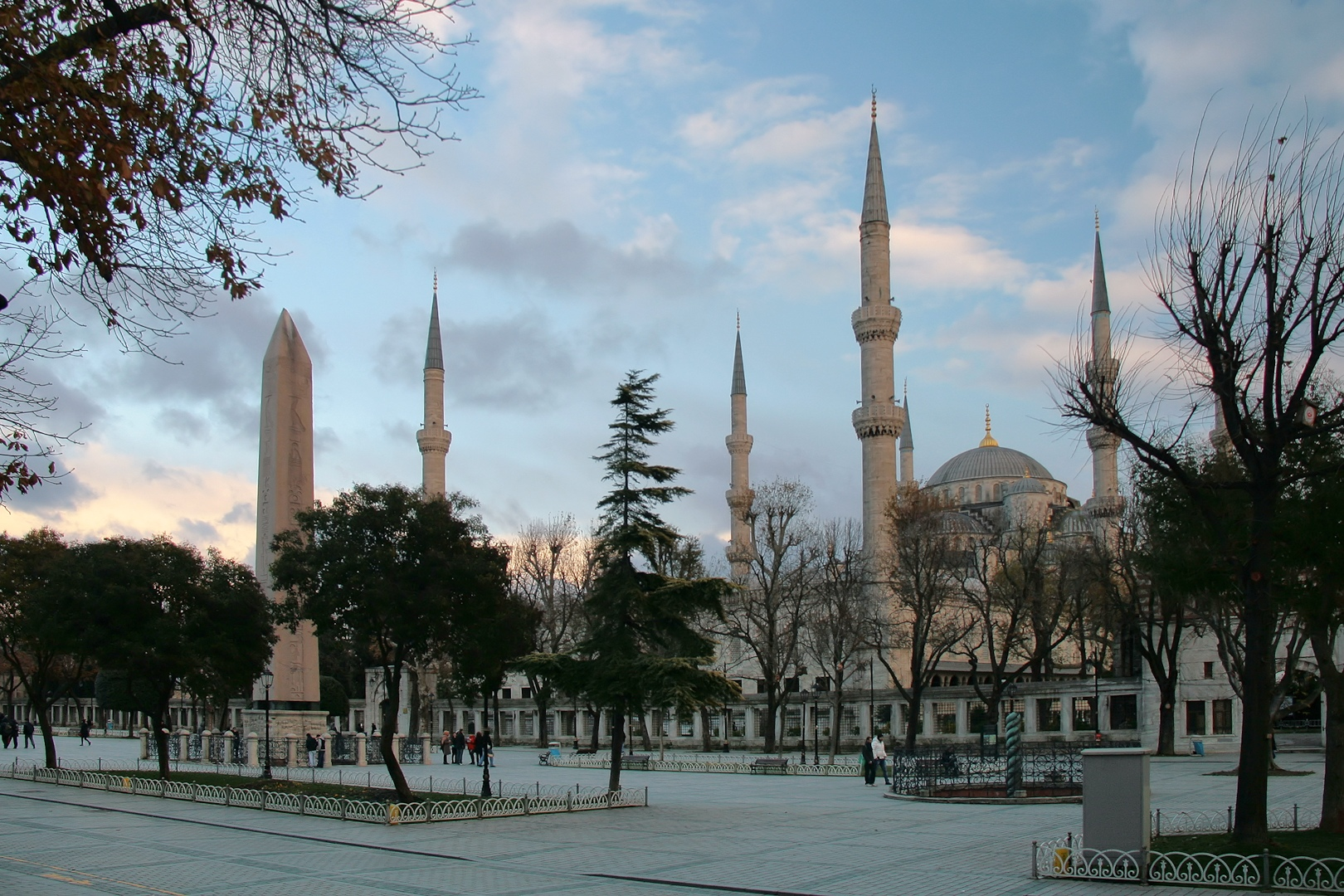
L'Hippodrome, avec l'obélisque de Théodose, la Colonne serpentine et la Mosquée bleue.

Constantinople ne s'est jamais réellement relevée du sac de la ville, en 1203 et 1204, lors de la quatrième croisade, bien que l'empire ait nominalement survécu jusqu'en 1453. L'hippodrome, partiellement incendié, ne fut pas reconstruit. Les Ottomans, qui font de la ville leur capitale, ne prêtent aucun intérêt aux courses de chevaux et l'hippodrome reste à l'abandon. Le site, inoccupé, est utilisé pour des cérémonies officielles, comme la célébration de la circoncision du prince Mehmet, fils de Murad III, l'occasion d'un fastueux défilé des guildes dans l'arène de l'hippodrome (cette cérémonie a été immortalisée par un manuscrit conservé à la bibliothèque du palais du Topkapi).
L'hippodrome est devenu aujourd'hui un lieu de promenade très fréquenté et touristique, connu sous le nom de « Sultanahmet Meydanı » (place du Sultan-Ahmet), ou encore « At Meydanı » (place aux Chevaux).